# Ocnița (Moldavia)
Ocnița è una città della Moldavia, capoluogo del distretto omonimo.